# ビカーシュ公園駅 (ブダペスト地下鉄)
座標: 北緯47度27分54秒 東経19度01分59秒 / 北緯47.46500度 東経19.03306度
ビカーシュ公園駅（洪：Bikás park）とはハンガリーブダペスト市に位置する4号線の駅である。

## 駅構造
- 島式ホーム1面2線を有す地下駅。
- 深さ14.5m地点に存在する。

## 歴史
- 2014年3月28日 - 4号線開業。

## 隣の駅
ブダペスト地下鉄
■4号線
ケレンフェルド駅 - ビカーシュ公園駅 - ウーイブダ・ケズポント駅